# 热加工

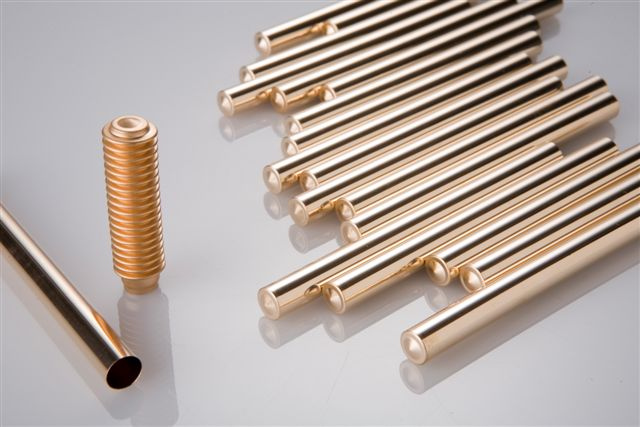
热加工制品

热加工是相对于机械加工而言的，一般是在较高的温度下将金属软化或熔化处理后再冷却至常温的成形技术，常见的是凝固成形（铸造）、连接技术（焊接）和塑性成形（锻压和冲压）。热加工成形过程中，模具起着极其重要的作用，从而又衍生出了模具设计和加工技术。